# Hesperodoria
Hesperodoria es un género de plantas con flores perteneciente a la familia  Asteraceae. Comprende 3 especies descritas y  que son sinónimos, ya que han sido transferidas a otros géneros.

## Taxonomía
El género fue descrito por Edward Lee Greene y publicado en Leaflets of Botanical Observation and Criticism 1(12): 173. 1906.

## Especies
- Hesperodoria hallii (A.Gray) Greene = Columbiadoria hallii (A.Gray) G.L.Nesom
- Hesperodoria salicina (S.F.Blake) G.L.Nesom= Lorandersonia salicina (S.F.Blake) Urbatsch, R.P.Roberts & Neubig
- Hesperodoria scopulorum (M.E.Jones) Greene	= Chrysothamnus scopulorum (M.E.Jones) Urbatsch, R.P.Roberts & Neubig